# Батышев, Александр Иванович
Александр Иванович Батышев (род. 4 июля 1933, Кадом, Московская область) — советский учёный-металлург, доктор технических наук, профессор кафедры «Технологии литейных процессов» НИТУ «МИСиС», специалист в разработке способов литья с кристаллизацией под давлением (штамповки из жидкого металла).

## Биография
Родился 4 июля 1933 г. в с. Кадом Рязанской области. После окончания Кадомской средней школы он поступил на металлургический факультет МИС им. И. В. Сталина, который окончил (с отличием) в 1956 г., получив квалификацию инженера-металлурга по специальности «Литейное производство чёрных и цветных металлов».
В 1956—1959 годах работал в сталелитейном цеху Ковровского экскаваторного завода, в 1959-62 гг. учился в очной аспирантуре МИС на кафедре литейного производства. В 1962-69 гг. работал в литейной лаборатории Научно-исследовательского института технологии машиностроения (НИИТМ, г. Москва). В 1964 г защитил кандидатскую диссертацию на тему «Условия образования горячих трещин в стальных отливках, изготовляемых в песчаных и металлических формах».
В 1969—2013 годах Батышев работал во Всесоюзном заочном политехническом институте (ВЗПИ), вначале доцентом кафедры «Литейное производство», а с 1991 г. — заведующим кафедрой «Технология металлов». В 1990 г. защитил докторскую диссертацию на тему «Теоретические и технологические основы литья с кристаллизацией под давлением», в 1991 г. получил учёное звание профессора. В 2013-14 гг. работал профессором кафедры «Технология конструкционных материалов» Университета машиностроения — Московского государственного машиностроительного университета (МАМИ). С января 2015 г. — профессор кафедры технологии литейных процессов НИТУ «МИСиС».

## Научная и образовательная деятельность
Научные интересы Батышева связаны с исследованием и разработкой способа литья с кристаллизацией под давлением (штамповки из жидкого металла), изучением которого он занимается с 1963 г., опробовав его при изготовлении отливок из углеродистых и высоколегированных сталей, латуней, бронз, сплавов на основе алюминия и цинка. Результаты исследований опубликованы в монографиях «Кристаллизация металлов и сплавов под давлением» («Металлургия», 1977 г., второе издание — 1990 г.) и «Штамповка жидкого металла. Литье с кристаллизацией под давлением» («Машиностроение», 1979 г.), а также в справочнике «Специальные способы литья» (под ред. В. А. Ефимова) («Машиностроение», 1991 г.).
Автор и соавтор более 400 научных, учебных и учебно-методических работ, среди которых 3 монографии, 1 справочник, 4 учебника, 17 учебных пособий, 20 брошюр-обзоров, 20 авторских свидетельств СССР и патентов РФ. Под его научным руководством и консультированием защищено 5 кандидатских диссертаций.

## Признание
Батышев награждён нагрудными значками: «Изобретатель СССР» (1970 г.), «За отличные успехи в работе» (Минвуз СССР, 1983 г.), «Почетный работник высшего профессионального образования Российской Федерации» (2008 г.), бронзовой медалью Кошицкого университета «За научные достижения» (г. Кошице, Словакия, 1993 г.).